# Volotea

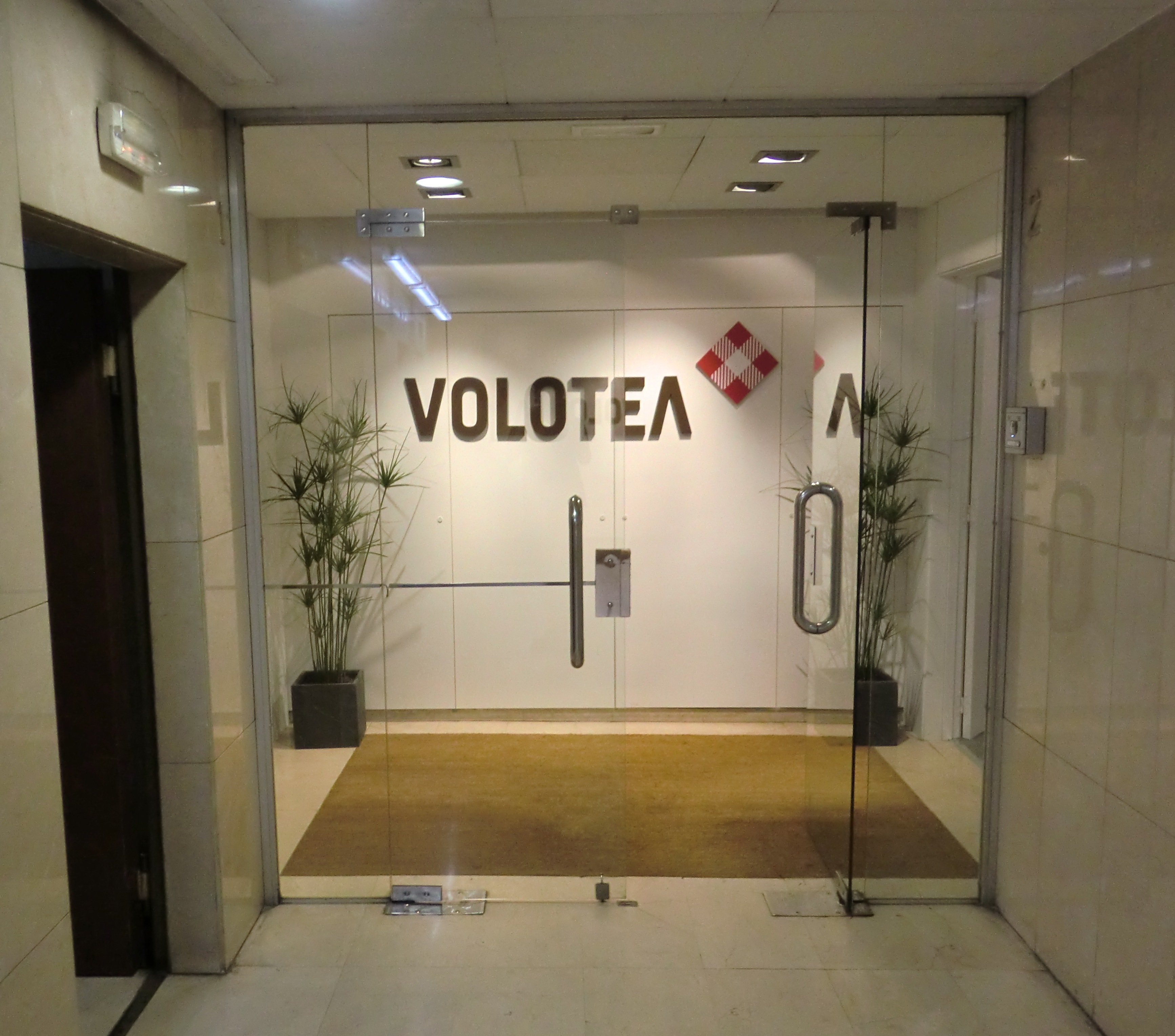
Oficina en Barcelona

Volotea S.L., más conocida como Volotea (IATA: V7, OACI: VOE, e indicativo VOLOTEA) es una aerolínea de bajo coste española. Fue fundada por los creadores de Vueling, Carlos Muñoz y Lázaro Ros en Barcelona, comenzando las operaciones el 5 de abril de 2012.
La compañía posee un Certificado de Operador Aéreo de categoría A, expedido por la Agencia Estatal de Seguridad Aérea, que le permite transportar pasajeros, carga y correo en aeronaves con más de 20 plazas.
En septiembre del año 2019 contaba con un total de 1300 trabajadores. En julio de 2019 alcanzó los 25 millones de pasajeros, y el 30 de marzo de 2023 superó los 50 millones.

## Historia
La compañía, creada por Carlos Muñoz y Lázaro Ros, estuvo participada en sus inicios por tres firmas de capital riesgo, dos de ellas europeas y la tercera estadounidense —CCMP Capital—, cuyo presidente, Greg Brenneman, también preside Volotea. Anteriormente Brenneman había sido presidente y COO de Continental Airlines. Volotea parte con un capital por encima de los 30 millones de euros.
Volotea fue, en 2012, la nueva aerolínea de mayor crecimiento a nivel europeo, con un total de 72 rutas a la venta en sus primeros dos meses de operaciones. A tal efecto, fue premiada por la publicación sectorial anna.aero.
El 19 de octubre de 2017 su consejo de administración tomó la decisión de trasladar su domicilio social de Barcelona al Principado de Asturias, donde opera desde el año 2012, y en cuyo aeropuerto tenía la que en ese momento era su única base de operaciones dentro de España. En un comunicado, la empresa explicó que el cambio de sede social se decidió «con objeto de garantizar el desarrollo de su actividad en el marco y bajo la supervisión de las autoridades aeronáuticas europeas», en referencia a la posibilidad de que la República Catalana proclamada por el Parlamento de Cataluña quedase excluida de la Unión Europea.
Los uniformes de esta aerolínea, están diseñados por Colmillo De Morsa, utilizan sombrero rojo en forma de baguette, americana roja, camisa blanca y falda color café.

## Flota

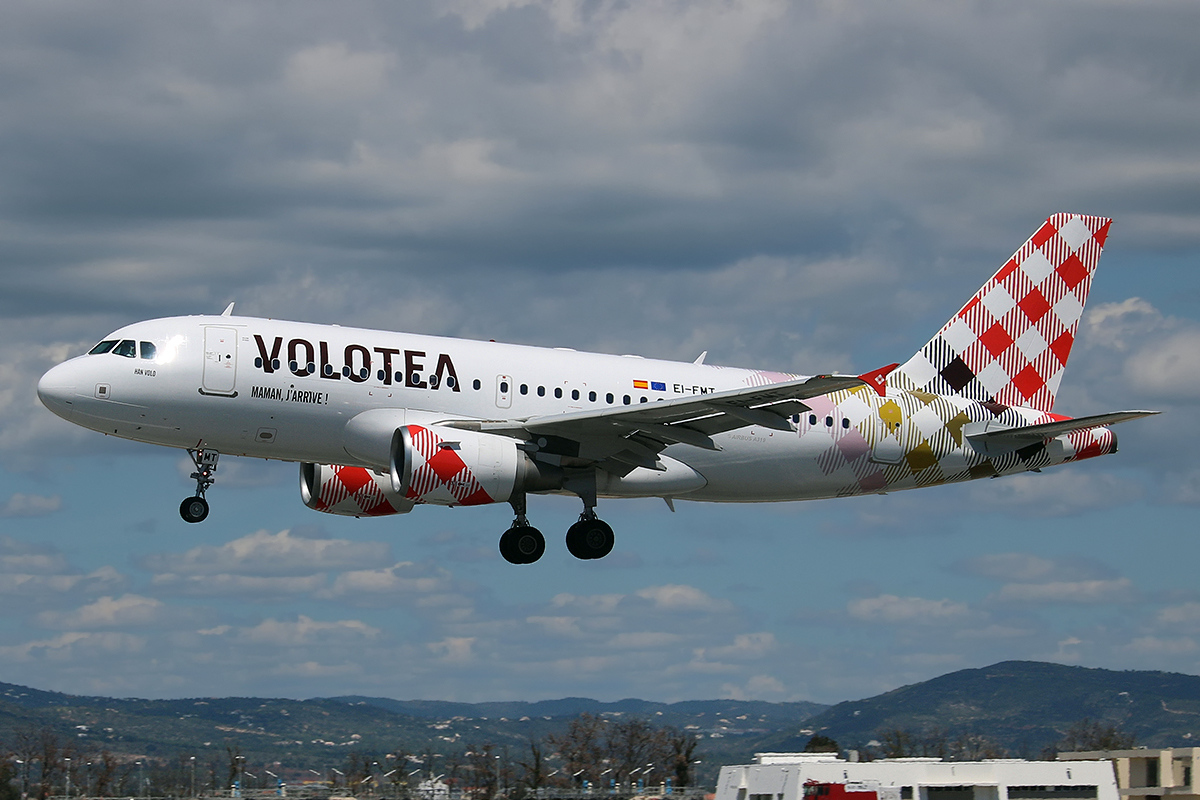
Airbus A319-100 de Volotea

### Flota actual
En la actualidad, la flota de Volotea se compone únicamente por aeronaves Airbus.
|  |

### Flota histórica

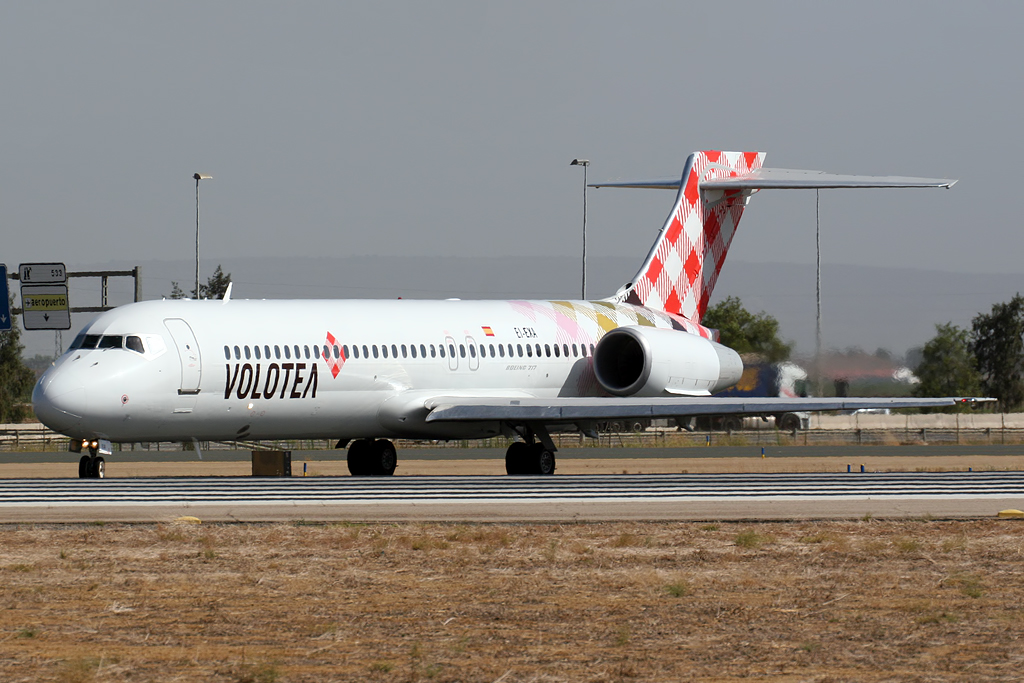
Boeing 717-2BL de Volotea en el Aeropuerto de Sevilla.

Volotea contó en el pasado con las siguientes aeronaves:
| Aeronaves            | Total | Introducido | Retirado | Matrículas |
| -------------------- | ----- | ----------- | -------- | --- |
| Airbus A319-111      | 1     | 2017        | 2024     | EC-MTB |
| Airbus A321-200      | 1     | 2021        | 2021     | 9H-SLG |
| Boeing 717-200 \| \| | 19    | 2011        | 2021     | EC-LPM, EC-MEZ, EC-MFJ, EC-MGS, EC-MGT, EI-EWI, EI-EWJ, EI-EXA, EI-EXB, EI-EXI, EI-EXJ, EI-FBJ, EI-FBK, EI-FBL, EI-FBM, EI-FCB, EI-FCU, EI-FGH y EI-FGI |
| Boeing 737-500       | 2     | 2017        | 2018     | 9H-OME y 9H-AHA |
| Boeing 737-800       | 1     | 2019        | 2022     | EC-NGC |
|                      |       |             |          | |

## Destinos
| Países          | Destinos               | Aeropuertos                                                     | Notas  |
| África          | África                 | África                                                          | África |
| --------------- | ---------------------- | --------------------------------------------------------------- | ------ |
| Argelia         | Argel                  | Aeropuerto Internacional Houari Boumediene                      |        |
| Argelia         | Bugía                  | Aeropuerto de Bugía-Soummam                                     |        |
| Argelia         | Constantina            | Aeropuerto Internacional Mohamed Boudiaf                        |        |
| Argelia         | Orán                   | Aeropuerto Ahmed Ben Bella                                      |        |
| Argelia         | Sétif                  | Aeropuerto Internacional de Sétif                               |        |
| Argelia         | Tremecén               | Aeropuerto de Zenata-Messali el Hadj                            |        |
| Marruecos       | Marrakech              | Aeropuerto de Marrakech-Menara                                  |        |
| Marruecos       | Agadir                 | Aeropuerto de Agadir-Al Massira                                 |        |
| Europa          |                        |                                                                 |        |
| Alemania        | Hanóver                | Aeropuerto de Hannover                                          |        |
| Alemania        | Hamburgo               | Aeropuerto de Hamburgo                                          |        |
| Alemania        | Berlín                 | Aeropuerto de Berlín-Brandeburgo                                |        |
| Austria         | Viena                  | Aeropuerto de Viena-Schwechat                                   |        |
| Bélgica         | Bruselas               | Aeropuerto de Bruselas                                          |        |
| Bulgaria        | Varna                  | Aeropuerto de Varna                                             |        |
| Croacia         | Dubrovnik              | Aeropuerto de Dubrovnik                                         |        |
| Croacia         | Split                  | Aeropuerto de Split                                             |        |
| Dinamarca       | Aalborg                | Aeropuerto de Aalborg                                           |        |
| Dinamarca       | Copenhague             | Aeropuerto de Copenhague-Kastrup                                |        |
| España          | Asturias               | Aeropuerto de Asturias                                          | BASE   |
| España          | Alicante               | Aeropuerto de Alicante-Elche                                    |        |
| España          | Barcelona              | Aeropuerto Josep Tarradellas Barcelona-El Prat                  |        |
| España          | Bilbao                 | Aeropuerto de Bilbao                                            | BASE   |
| España          | Castellón              | Aeropuerto de Castellón-Costa Azahar                            |        |
| España          | Fuerteventura          | Aeropuerto de Fuerteventura                                     |        |
| España          | Granada                | Aeropuerto Federico García Lorca Granada-Jaén                   |        |
| España          | Gran Canaria           | Aeropuerto de Gran Canaria                                      |        |
| España          | Ibiza                  | Aeropuerto de Ibiza                                             |        |
| España          | Jerez                  | Aeropuerto de Jerez                                             |        |
| España          | La Coruña              | Aeropuerto de La Coruña                                         |        |
| España          | Lanzarote              | Aeropuerto César Manrique-Lanzarote                             |        |
| España          | Madrid                 | Aeropuerto Adolfo Suárez Madrid-Barajas                         |        |
| España          | Málaga                 | Aeropuerto de Málaga-Costa del Sol                              |        |
| España          | Menorca                | Aeropuerto de Menorca                                           |        |
| España          | Murcia                 | Aeropuerto Internacional de la Región de Murcia                 |        |
| España          | Palma de Mallorca      | Aeropuerto de Palma de Mallorca                                 |        |
| España          | Salamanca              | Aeropuerto de Salamanca                                         |        |
| España          | San Sebastián          | Aeropuerto de San Sebastián                                     |        |
| España          | Santander              | Aeropuerto Seve Ballesteros-Santander                           |        |
| España          | Sevilla                | Aeropuerto de Sevilla                                           |        |
| España          | Tenerife               | Aeropuerto de Tenerife-Sur                                      |        |
| España          | Valencia               | Aeropuerto de Valencia                                          |        |
| España          | Vitoria                | Aeropuerto de Vitoria                                           |        |
| Zaragoza        | Aeropuerto de Zaragoza |                                                                 |        |
| Francia         | Ajaccio                | Aeropuerto de Ajaccio-Napoleón Bonaparte                        |        |
| Francia         | Bastia                 | Aeropuerto de Bastia-Poretta                                    |        |
| Francia         | Burdeos                | Aeropuerto de Burdeos-Mérignac                                  | BASE   |
| Francia         | Brest                  | Aeropuerto de Brest                                             | BASE   |
| Francia         | Caen                   | Aeropuerto de Caen-Carpiquet                                    |        |
| Francia         | Calvi                  | Aeropuerto de Calvi-Sainte Catherine                            |        |
| Francia         | Deauville              | Aeropuerto de Deauville-Saint-Gatien                            |        |
| Francia         | Estrasburgo            | Aeropuerto de Estrasburgo                                       | BASE   |
| Francia         | Figari                 | Aeropuerto de Figari Sud-Corse                                  |        |
| Francia         | Lille                  | Aeropuerto de Lille-Lesquin                                     | BASE   |
| Francia         | Lyon                   | Aeropuerto de Lyon-Saint Exupery                                | BASE   |
| Francia         | Marsella               | Aeropuerto de Marsella-Provenza                                 | BASE   |
| Francia         | Montpellier            | Aeropuerto de Montpellier-Méditerranée                          |        |
| Francia         | Nantes                 | Aeropuerto de Nantes Atlantique                                 | BASE   |
| Francia         | Niza                   | Aeropuerto Internacional Niza Costa Azul                        |        |
| Francia         | París                  | Aeropuerto de París-Orly                                        |        |
| Francia         | París                  | Aeropuerto de París-Charles de Gaulle                           |        |
| Francia         | Perpiñán               | Aeropuerto de Perpiñán-Rivesaltes                               |        |
| Francia         | Rennes                 | Aeropuerto de Rennes Saint-Jacques                              |        |
| Francia         | Rodez                  | Aeropuerto de Rodez-Aveyron                                     | BASE   |
| Francia         | Toulouse               | Aeropuerto de Toulouse-Blagnac                                  | BASE   |
| Francia         | Tarbes/Lourdes         | Aeropuerto de Lourdes-Tarbes-Pirineos                           | BASE   |
| Grecia          | Atenas                 | Aeropuerto Internacional de Atenas - Eleftherios Venizelos      | BASE   |
| Grecia          | Cefalonia              | Aeropuerto Internacional de Cefalonia                           |        |
| Grecia          | Corfú                  | Aeropuerto de Corfú                                             |        |
| Grecia          | Creta                  | Aeropuerto Internacional de Heraclión Nikos Kazantzakis         |        |
| Grecia          | Karpatos               | Aeropuerto de Karpathos                                         |        |
| Grecia          | Mikonos                | Aeropuerto de Mikonos                                           |        |
| Grecia          | Patras                 | Aeropuerto de Araxos                                            |        |
| Grecia          | Preveza                | Aeropuerto Internacional de Aktion                              |        |
| Grecia          | Rodas                  | Aeropuerto Internacional de Rodas-Diágoras                      |        |
| Grecia          | Salónica               | Aeropuerto Internacional de Tesalónica-Macedonia                |        |
| Grecia          | Santorini              | Aeropuerto de Santorini                                         |        |
| Grecia          | Skiathos               | Aeropuerto Internacional de Scíathos - Alexandros Papadiamantis |        |
| Grecia          | Zante                  | Aeropuerto Internacional de Zante                               |        |
| Italia          | Alguer                 | Aeropuerto de Alghero-Fertilia                                  |        |
| Italia          | Ancona                 | Aeropuerto de Ancona-Falconara                                  |        |
| Italia          | Bari                   | Aeropuerto de Bari-Palese                                       |        |
| Italia          | Bolonia                | Aeropuerto de Bolonia-Guglielmo Marconi                         |        |
| Italia          | Brindisi               | Aeropuerto de Brindisi                                          |        |
| Italia          | Cagliari               | Aeropuerto de Cagliari-Elmas                                    |        |
| Italia          | Catania                | Aeropuerto de Catania-Fontanarossa                              |        |
| Italia          | Comiso                 | Aeropuerto de Comiso                                            |        |
| Italia          | Florencia              | Aeropuerto de Florencia-Peretola                                | BASE   |
| Italia          | Génova                 | Aeropuerto de Génova-Sestri                                     |        |
| Italia          | Lampedusa              | Aeropuerto de Lampedusa                                         |        |
| Italia          | Milán                  | Aeropuerto de Milán-Bergamo                                     |        |
| Italia          | Milán                  | Aeropuerto de Milán-Malpensa                                    |        |
| Italia          | Milán                  | Aeropuerto de Milán-Linate                                      |        |
| Italia          | Nápoles                | Aeropuerto de Nápoles-Capodichino                               | BASE   |
| Italia          | Olbia                  | Aeropuerto de Olbia-Costa Smeralda                              | BASE   |
| Italia          | Palermo                | Aeropuerto de Palermo-Punta Raisi                               | BASE   |
| Italia          | Pantelleria            | Aeropuerto de Pantelleria                                       |        |
| Italia          | Pisa                   | Aeropuerto de Pisa                                              |        |
| Italia          | Roma                   | Aeropuerto de Roma-Fiumicino                                    |        |
| Italia          | Salerno                | Aeropuerto de Salerno-Costa d'Amalfi                            |        |
| Italia          | Turín                  | Aeropuerto de Turin-Caselle                                     |        |
| Italia          | Venecia                | Aeropuerto Internacional Marco Polo                             | BASE   |
| Italia          | Verona                 | Aeropuerto de Verona-Villafranca                                | BASE   |
| Luxemburgo      | Luxemburgo             | Aeropuerto de Luxemburgo Findel                                 |        |
| Malta           | Malta                  | Aeropuerto Internacional de Malta                               |        |
| Portugal        | Faro                   | Aeropuerto de Faro                                              |        |
| Portugal        | Oporto                 | Aeropuerto de Oporto-Francisco Sá Carneiro                      |        |
| Portugal        | Lisboa                 | Aeropuerto Humberto Delgado                                     |        |
| Reino Unido     | Londres                | Aeropuerto de Londres-Gatwick                                   |        |
| República Checa | Praga                  | Aeropuerto de Praga                                             |        |
| Noruega         | Oslo                   | Aeropuerto de Oslo-Gardermoen                                   |        |

### Acuerdos de Código Compartido y Joint Venture
Volotea tiene acuerdos de código compartido con las siguientes aerolíneas:
- Eurowings
- Avianca
- Aegean Airlines
- TAP Air Portugal

El 25 de junio se anunció su joint venture con el Grupo Abra dueños de aerolíneas como Avianca y Gol para fortalecer su presencia en Sudamérica 